# Vlekkoptamarin
De vlekkoptamarin (Saguinus inustus)  is een zoogdier uit de familie van de klauwaapjes (Callitrichidae). De wetenschappelijke naam van de soort werd voor het eerst geldig gepubliceerd door Ernst Schwarz in 1951.

## Voorkomen
De soort komt voor in het noordwesten van Brazilië en het zuidwesten van Colombia.